# Eleição municipal de Bayeux (Paraíba) em 2016
A eleição municipal da cidade brasileira de Bayeux ocorreu em 2 de outubro de 2016 para eleger um prefeito, um vice-prefeito e 17 vereadores para a administração da cidade. Berg Lima, do PTN, recebeu 33.437 votos (58,92%), derrotando o candidato à reeleição, Dr. Expedito (PSB), que obteve 21.989 votos (38,75%). A votação de Berg Lima foi a maior já recebida por um prefeito eleito em Bayeux.
As convenções partidárias para a escolha dos candidatos ocorreram entre 20 de julho e 5 de agosto.
Segundo a lei eleitoral em vigor, o sistema de dois turnos - caso o candidato mais votado recebesse menos de 50% +1 dos votos - está disponível apenas em cidades com mais de 200 mil eleitores. Nas cidades onde houver segundo turno, a propaganda eleitoral gratuita voltará a ser exibida em 15 de outubro e terminará em 28 de outubro.

## Candidaturas
| Candidatos              | Candidatos à vice       | Número eleitoral | Coligação                                                                                              | Tempo de horário eleitoral |
| ----------------------- | ----------------------- | ---------------- | --- | -------------------------- |
| Berg Lima (PTN)         | Luiz Antonio (PSDB)     | 19               | "Bayeux com Atitude" (PTN, PSDB, PR, PHS, PPS, PTB, PTC, REDE, PT)                                     |                            |
| Astero Santos (PRTB)    | Pastor Jairton (PRTB)   | 28               | PRTB (sem coligação)                                                                                   |                            |
| Léo Micena (PMB)        | Capitão Sena (PMB)      | 35               | "Para Mudar Bayeux" (PMB, PTdoB)                                                                       |                            |
| Dr. Expedito (PSB)      | Júnior do Kipreço (PSD) | 40               | "Experiência, Juventude e Trabalho" (PSB, PSD, PSL, DEM, PRB, PMN, PV, PDT, PSC, PCdoB, PRP, PMDB, PP) |                            |
| Marcílio Correia (PSOL) | Adriano Bezerra (PSOL)  | 50               | PSOL (sem coligação)                                                                                   |                            |
| Tonny Cultura (PEN)     | Wender Lobão (PEN)      | 51               | PEN (sem coligação)                                                                                    |                            |

## Coligações proporcionais
| Coligação                           | Partidos                       |
| ----------------------------------- | ------------------------------ |
| Bayeux com Atitude 1                | PTN, PT e PPS                  |
| Bayeux com Atitude 2                | PSDB e PR                      |
| Bayeux com Atitude 3                | PHS, PTB, REDE e PTC           |
| Pra Mudar Bayeux 1                  | PMB e PTdoB                    |
| 100% Bayeux                         | PMN e PRB                      |
| Avança Bayeux                       | PCdoB, PDT, PMDB, PP, PSC, PRP |
| Experiência, Juventude e Trabalho 1 | PSB e DEM                      |
| Por Bayeux, Por Você                | PSD e PV                       |
| Sem coligação                       | PRTB, PSL, PSOL e PEN          |

## Resultados

### Primeiro Turno[6]
| Candidato(a)            | Vice                    | 1º Turno 2 de outubro de 2016 | 1º Turno 2 de outubro de 2016 |
| Candidato(a)            | Vice                    | Votação                       | Votação                       |
| Total                   | Porcentagem             | Total                         | Porcentagem                   |
| ----------------------- | ----------------------- | ----------------------------- | ----------------------------- |
| Berg Lima (PTN)         | Luiz Antonio (PSDB)     | 33.437                        | 58,92%                        |
| Dr. Expedito (PSB)      | Júnior do Kipreço (PSD) | 21.989                        | 38,75%                        |
| Léo Micena (PMB)        | Capitão Sena (PMB)      | 987                           | 1,74%                         |
| Astero Santos (PRTB)    | Pastor Jairton (PRTB)   | 205                           | 0,36%                         |
| Tonny Cultura (PEN)     | Wender Lobão (PEN)      | 129                           | 0,23%                         |
| Marcílio Correia (PSOL) | Adriano Bezerra (PSOL)  | 0                             | 0%                            |
| Votos em branco         | Votos em branco         | 1.585                         |                               |
| Votos nulos             | Votos nulos             | 3.940                         |                               |
| Total                   | Total                   | 62.272                        |                               |
| Abstenções              | Abstenções              | 4.183                         |                               |
| Votos apurados          | Votos apurados          | 62.272                        | 100,00%                       |
| Total de eleitores      | Total de eleitores      | 66.455                        |                               |

| Partido | Partido | Candidato        | Votos  | Votos (%) |
| ------- | ------- | ---------------- | ------ | --------- |
|         | PTN     | Berg Lima        | 33 437 | 58,92%    |
|         | PSB     | Dr. Expedito     | 21 989 | 38,75%    |
|         | PMB     | Léo Micena       | 987    | 1,74%     |
|         | PRTB    | Astero Santos    | 205    | 0,36%     |
|         | PEN     | Tonny Cultura    | 129    | 0,23%     |
|         | PSOL    | Marcílio Correia | 0      | 0%        |
| Totais  | Totais  | Totais           | 56 747 |           |

## Vereadores eleitos
| Candidato eleito   | Partido | Votação | Porcentagem | Cidade onde nasceu | Unidade federativa |
| Jefferson Kita     | PSD     | 2.249   | 3,93%       | João Pessoa        | Paraíba            |
| Noquinha           | PSL     | 1.906   | 3,33%       | Santa Rita         | Paraíba            |
| Luciene de Fofinho | PSB     | 1.518   | 2,65%       | Rio de Janeiro     | Rio de Janeiro     |
| Josauro Pereira    | PDT     | 1.496   | 2,62%       | João Pessoa        | Paraíba            |
| Adriano do Táxi    | PSL     | 1.283   | 2,24%       | Bayeux             | Paraíba            |
| Inaldo Andrade     | PR      | 1.168   | 2,04%       | João Pessoa        | Paraíba            |
| Zé Baixinho        | PMN     | 1.072   | 1,87%       | Cuité              | Paraíba            |
| Roni Alencar       | PMN     | 1.051   | 1,84%       | João Pessoa        | Paraíba            |
| Cabo Rubem         | PSB     | 1.008   | 1,76%       | João Pessoa        | Paraíba            |
| Uedson Orelha      | PSL     | 998     | 1,74%       | Rio de Janeiro     | Rio de Janeiro     |
| Lico               | PSB     | 996     | 1,74%       | Cuité              | Paraíba            |
| Dedeta             | PSD     | 982     | 1,72%       | João Pessoa        | Paraíba            |
| José Neto          | PSD     | 971     | 1,70%       | João Pessoa        | Paraíba            |
| França             | PTN     | 846     | 1,48%       | João Pessoa        | Paraíba            |
| Guedes Informática | PTN     | 741     | 1,30%       | Bayeux             | Paraíba            |
| Betinho RS         | PTN     | 661     | 1,16%       | Bayeux             | Paraíba            |
| Adriano Martins    | PMDB    | 553     | 0,93%       | Bayeux             | Paraíba            |

## Afastamento de Berg Lima e os sucessores
Em 5 de julho de 2017, Berg Lima foi afastado da prefeitura de Bayeux após ter sido flagrado recebendo 3.500 reais de propina do empresário João Paulino de Assis, sendo preso pouco depois. O vice-prefeito Luiz Antônio (PSDB) assumiu o cargo, porém o Tribunal de Justiça da Paraíba determinou seu afastamento, e em abril de 2018 teve o mandato cassado em abril de 2018. O presidente da Câmara de Vereadores no biênio 2017-2018, Noquinha (PSL), assumiu interinamente a chefia do executivo municipal. Em dezembro, o STJ anulou a cassação de Berg Lima (na época sem filiação partidária), que não poderia reassumir imediatamente a prefeitura devido à acusação de improbidade administrativa contra ele. No entanto, Berg reassumiu a prefeitura em 19 de dezembro de 2018, mas foi novamente afastado em 20 de maio de 2020 após nova denúncia do Ministério Público da Paraíba. O presidente da Câmara de Vereadores no biênio 2019-2020, Jefferson Kita (atualmente filiado ao Cidadania), assumiu interinamente a chefia do executivo municipal.
Em 14 de julho de 2020, Berg Lima (agora filiado ao PL) renunciou ao mandato por meio de uma carta enviada à Câmara de Vereadores. Com isso, foi determinada a realização de eleições indiretas para 19 de agosto de 2020, quando a vereadora Luciene de Fofinho (agora filiada ao PDT) foi eleita prefeita de Bayeux com 13 votos, de um total de 17 vereadores, tendo o também vereador Adriano Martins (MDB) como vice-prefeito.